# Kimhyongjik
Kimhyongjik là một huyện của tỉnh Ryanggang tại Cộng hòa Dân chủ Nhân dân Triều Tiên. Huyện được đặt theo tên theo Kim Hanh Tắc, phụ thân của Kim Nhật Thành. Trước đó, huyện có tên là Huch'ang và được đổi tên từ năm 1988. Vụ nổ Ryanggan năm 2004 dược tiến hành lại Yongjo-ri thuộc huyện.
Kimhyŏngjik nằm ở phía tây bắc của cao nguyên Kaema. Huyện giáp với Trung Quốc ở phía bắc qua sông Áp Lục. Dãy núi Huisaekbong và dãy núi Rangrim có một phần nằm trên địa bàn huyện. Đỉnh núi cao nhất là Huisaek-bong. Ngoài sông Áp Lục, huyện cũng có một số chi lưu của nó chảy qua. Khoảng 93% diện tích của huyện là đất rừng.
Lâm nghiệp là ngành kinh tế chính của huyện, các dòng sông chính được sử dụng để vận chuyển gỗ. Các tài nguyên trên địa bàn gồm quặng sắt, vàng, bạc, đồng, wolfram, than chì, niken. Các cây trồng trên địa bàn là ớt, ngô, đỗ, khoa tây, lúa gạo và lanh. Huyện cũng có nghề nuôi tằm. Tuyến đường sắt Thanh niên Manpo và một số tuyến đường bộ giúp kết nối huyện với các vùng khác.
Năm 2008, dân số toàn huyện Kimhyŏngjik là 57.729 người (27.336 nam và 30.393 nữ), trong đó, dân cư đô thị là 41.610 người (72,1%) còn dân cư nông thôn là 16.119 người (27,9%).